# Cuddesdon
Cuddesdon är en by i civil parish Cuddesdon and Denton, i distriktet South Oxfordshire, i grevskapet Oxfordshire, i England. Byn är belägen 9 km från Oxford. Cuddesdon var en civil parish fram till 1962 när blev den en del av Cuddesdon and Denton. Civil parish hade 342 invånare år 1961. Byn nämndes i Domedagsboken (Domesday Book) år 1086 och kallades då Codesdone.